# 物のパブリシティ権
物のパブリシティ権（もののパブリシティけん）とは、物に備わっている、顧客吸引力を中核とする経済的な価値（パブリシティ価値）を保護する権利を言う。法的には未熟で不安定な概念であり、権利を否定する裁判例に収斂されている。物パブ（ものパブ）と略称することがある。

## 経緯
そもそもパブリシティ権とは、プライバシー権のうち、顧客吸引力に代表される経済的な側面を指した。これは人に固有の権利であったが、物（競走馬などの生物も含む）がそのようなパブリシティ価値を有する場合も多々あることから、次第に物に関してもパブリシティ権が成立してもおかしくないとする考え方が出てきた。これがすなわち、物のパブリシティ権の由来である。

## 学説
通説は、物のパブリシティ権の成立に否定的である。最高裁判所も人格権の一部であるため、一貫して否定する判例に立っている。他方、地方裁判所・高等裁判所においては、肯定する裁判例も出てきているが、そのような肯定的意見は、少数派に留まるのが現状である。

### 否定説
- 根拠となる法律が存在しないことから成立を否定する説
- 人格権の一部であるから否定する説

### 肯定説
- 所有者に帰属するとする説
- 所有権に内包ないし附随するとする説